# فرودگاه آیاواسی
فرودگاه آیاواسی (به انگلیسی: Ayawasi Airport) یک فرودگاه با کد یاتا AYW است . این فرودگاه در کشور اندونزی قرار دارد .